# Micheline Coulibaly
Pour les articles homonymes, voir Coulibaly.
 (novembre 2018).
Micheline Coulibaly, née en 1950 à Xuân Lai au Viêt Nam et morte le 19 mars 2003 à Houston (États-Unis), est une écrivaine ivoirienne,,.
Bien que née au Viêt Nam, elle alla à l'école en Côte d'Ivoire. En 1990 elle partit pour le Mexique et en 2000 pour Dubaï. Elle écrivait des nouvelles et des livres pour enfants.
Elle obtient une mention d'honneur au Concours mondial de littérature pour enfants en 1995, concours organisé par la fondation José Marti.

## Œuvres
- Nan, la bossue (1988 Édition CEDA)[2],[4]
- Le Chien, le Chat et le Tigre (1988 Édition CEDA)[2],[4]
- Le Prince et la Souris blanche (1988 Édition CEDA)[2]
- L'Écureuil et le Cochon (1994 Édition Hurtubise)[2]
- Les Confidences de Médor (1996 Édition Edilis, coll. Avenir Lecture)[2],[4]
- Kaskou l'intrépide (2002 Édition NEI/Edilis)[2]
- Embouteillage (1992 Édition Edilis, coll. Ardeurs Tropicales)[2]
- Les Larmes de cristal (2000 Édition Edilis)[2],[4]
- Secrets,(2001 Édition Edilis)[2]
- La Frange d'or du nuage noir, 2003[2]
- Kamba la sorcière (2004 Édition NEI)[2]